# كلير وايزمان
كلير وايزمان (بالإنجليزية: Claire Wiseman)‏ هي عالمة نفس أمريكية، ولدت في 1965 في بوسطن في الولايات المتحدة.